# Liste zerstörter Denkmale in Gotha
Die Liste zerstörter Denkmale in Gotha beinhaltet Gebäude in der Stadt Gotha in Thüringen, die u. a. unter Denkmalschutz standen und dennoch abgerissen wurden.
| Bild | Name                     | Lage                | Erbaut    | Zerstört   | Bemerkungen, Einzelnachweise |
| ---- | ------------------------ | ------------------- | --------- | ---------- | --- |
|      | Winterpalais             | Friedrichsstraße 2  | 1822      | 2007, 2011 | Ehem. Wohnsitz der Herzogin Karoline Amalie von Hessen-Kassel u. a., 2007 wurde der Dienerflügel abgebrochen, 2011 der Rest bis auf den Kellersockel und einen kleinen Fassadenrest, Bauherr der Maßnahme war die Stadt Gotha, die das Gebäude anschließend zur Nutzung als Stadtbibliothek mit Betondecken äußerlich rekonstruierte. |
|      | Volkshaus zum Mohren     | Mohrenstraße 18     | 1777      | 2007       | Historischer Gasthof, gegründet 1553, Umbauten von 1777 und 1928, Übernachtungsort von Johann Wolfgang Goethe, Napoleon Bonaparte, Friedrich Wilhelm III. u. a., 2007 durch die Stadt Gotha erworben und abgebrochen. |
|      | Villa Madelung           | Gartenstraße 31     | 1838      | 2007       | Repräsentatives Wohnhaus der bedeutenden Bankiersfamilie, erbaut nach Plänen von Gustav Eberhard. Nach 1945 Übernahme und Nutzung durch die Stadt Gotha. 1999 Abbruchbeschluss. |
|      | Palais von Wangenheim    | Siebleber Straße 24 | 1665      | 2011       | nach 1665 errichtet, Hauptfassade um 1720 erneuert, Ende des 19. Jahrhunderts neoklassizistisch umgestaltet, Adelspalais derer von Wangenheim und von Bassewitz |
|      | Fachwerkhäuser am Brühl  | Brühl 9–11          | 1525      | 2014       | Damals das älteste erhaltene Fachwerkwohnhaus der Stadt. Während der DDR-Zeit Eigentum der Stadt Gotha, die es 2010 bauhistorisch untersuchen ließ, aber ansonsten vernachlässigte und 2013 einen Abbruchantrag stellte. |
|      | Renaissancehaus am Brühl | Brühl 13–15         | 1622      | 2014       | Historisches Wohn-Geschäftshaus mit massivem Erdgeschoss in städtebaulich bedeutender Lage am nördlichen Zugang zum Markt. 2009 durch die Stadt Gotha erworben und vernachlässigt. 2013 Abbruchantrag gestellt. |
|      | Kavaliershaus            | Mozartstraße 1      | 1790      | 2017       | Ehemaliges Kavaliershaus des Prinzenpalais (Gotha), Architekt: Carl Christoph Besser. 2014 von der Stadt Gotha an ein Tochterunternehmen der Arbeiterwohlfahrt zum Abbruch verkauft. |
|      | Villa Kunreuther         | Friedrichsstraße 14 | 1835      | 2020       | Ehem. Stadtvilla, erbaut durch den Architekten Wilhelm Kuhn, 1903 erworben und umgebaut durch die Familie Kunreuther. 2019 durch den Bauingenieur Michael Leepin mit Unterstützung der Stadt Gotha erworben und im Folgejahr bis auf ein Stück Fassade abgebrochen.                                                                   |
|      | Zum Rothen Löwen         | Hauptmarkt          | 1650      | 2020       | Ehem. Gasthaus, bestehend aus zwei Fachwerkbauten, 1715 in Rudolphis „Gotha Diplomatica“ erwähnt, 1796–1849 Tagungsort des Clubs zum Roten Löwen, 2020 durch die städtische Baugesellschaft Gotha abgebrochen. |
|      | Landestheater Gotha      | Ekhofplatz          | 1837–1840 | 1958       | Ehem. Hof- und Landestheater, Erbaut auf Veranlassung von Ernst I. (Sachsen-Coburg und Gotha) nach Plänen von Karl Friedrich Schinkel und Gustav Eberhard. 1945 ausgebrannt. Die Ruinen nach heftigem Widerstand aus der Bevölkerung abgebrochen.                                                                                     |
|      | Prinzenhaus              | Salzengasse         | 1773      | 1981       | zwischen 1773 und 1777 errichtet, Rokoko-Stadtpalais, bekanntester Bewohner Friedrich Melchior Grimm |
|      | Palais Friedrich IV.     | Mozartstraße        | 1780      | 2003       | vor 1780 errichtet, 1804 zu frühklassizistischem Stadtpalais umgebaut, bewohnt vom späteren Friedrich IV. Herzog von Sachsen-Gotha-Altenburg, ab 1894 Verwaltungssitz der Gothania-Werke |